# HMS C27
Pour les articles homonymes, voir C27.
Le HMS C27 est l’un des 38 sous-marins britanniques de classe C, construit pour la Royal Navy au cours de la première décennie du XXe siècle. 

## Conception
La classe C ne se distinguait de la classe B que par un gain de performances en immersion. Le sous-marin avait une longueur de 43,4 m, un maître-bau de 4,1 m et un tirant d'eau moyen de 3,5 m. Leur déplacement était de 292 tonnes en surface et 321 tonnes en immersion. Les sous-marins de classe C avaient un équipage de deux officiers et quatorze matelots.
Pour la navigation en surface, ces navires étaient propulsés par un unique moteur à essence Vickers à 16 cylindres de 600 chevaux-vapeur (447 kW) qui entraînait un arbre d'hélice. En immersion, l’hélice était entraînée par un moteur électrique de 300 chevaux (224 kW). Ces navires pouvaient atteindre 12 nœuds (22 km/h) en surface et 7 nœuds (13 km/h) sous l’eau. En surface, la classe C avait un rayon d'action de 910 milles marins (1690 km) à 12 nœuds (22 km/h).
Les navires étaient armés de deux tubes lance-torpilles de 18 pouces (457 mm) à l’avant. Ils pouvaient transporter une paire de torpilles de rechargement, mais en général, ils ne le faisaient pas, car en compensation ils devaient abandonner un poids égal de carburant.

## Engagements
Le HMS C27 a été construit par Vickers à leur chantier naval de Barrow-in-Furness. Sa quille fut posée le 4 juin 1908 et il fut mis en service le 14 août 1909. 
Le 20 juillet 1915, le HMS C27 et le chalutier Princess Louise (ex-Princess Marie Jose) ont coulé l’U-23 dans le chenal de Fair Isle, entre les Orcades et les Shetland, en utilisant la tactique du piège à U-boot. La tactique consistait à utiliser un chalutier leurre pour remorquer un sous-marin. Lorsqu’un sous-marin ennemi était aperçu, la ligne de remorquage et la ligne de communication téléphonique étaient décrochées, et le sous-marin britannique attaquait le sous-marin ennemi. La tactique a partiellement réussi, mais elle a été abandonnée après la perte de deux sous-marins de classe C avec, dans les deux cas, tout leur équipage.
Le HMS C27 a participé aux opérations en mer Baltique de 1915 à 1918. Le bateau a été sabordé le 5 avril 1918 devant Helsingfors (aujourd’hui Helsinki) au sud du phare d'Harmaja (Gråhara) pour lui éviter d’être saisi par les forces allemandes dans leur progression. Le HMS C27 a été renfloué et démoli en Finlande en août 1953.